# Party Hard (песня Andrew W.K.)
Party Hard — первый сингл американского музыканта Andrew W.K. из его дебютного альбома I Get Wet. Песня стала первым хитом музыканта, заняв 19 позицию в UK Singles Chart, а позже став интернет-мемом.
Великобританское издание включает в себя ранее изданную песню («Make Sex»), не вошедшую в предыдущие альбомы композицию («Violent Life»), а также музыкальный клип к песне. Промосингл на эту песню был выпущен на американском радио в 2002 году.
Песня включена в саундтреки к таким играм, как Pro Evolution Soccer 2010 и Madden NFL 2003, а также является загружаемым контентом к игре Rock Band 3. Песню можно услышать в фильме «Мой криминальный дядюшка».

## Список композиций

### 7" виниловая пластинка
| №  | Название     | Длительность |
| -- | ------------ | ------------ |
| 1. | «Party Hard» | 3:06         |

| №  | Название       | Длительность |
| -- | -------------- | ------------ |
| 1. | «Violent Life» | 3:56         |

### CD сингл
| №  | Название            | Длительность |
| -- | ------------------- | ------------ |
| 1. | «Party Hard»        | 3:06         |
| 2. | «Make Sex»          | 0:32         |
| 3. | «Violent Life»      | 3:56         |
| 4. | «Party Hard» (клип) |              |

## Признание
- VH1 ставит песню на 89 место среди наилучших песен всех времён в стиле хард-рок[5] .
- Pitchfork ставит песню на 129 место среди 500 лучших песен 2000-х[6].

## Чарты
| Чарт                              | Высшая позиция |
| --------------------------------- | -------------- |
| Billboard Rock Digital Song Sales | 33             |
| UK Singles Chart                  | 19             |
| Sverigetopplistan                 | 57             |
| Media Control Charts              | 92             |